# Quercus conzattii
Quercus conzattii — вид рослин з родини Букових. Ендемік в Мексиці.